# 拉特里尼泰德莱捷
拉特里尼泰德莱捷（法語：La Trinité-des-Laitiers，法語發音：[la tʁinite de lɛtje] ⓘ）是法国奥恩省的一个市镇，属于阿让唐区。

## 地理
拉特里尼泰德莱捷（48°47'52"N, 0°22'39"E）面积11.16 平方千米，位于法国诺曼底大区奧恩省，该省份为法国西北部内陆省份，北起顺时针与卡爾瓦多斯省、厄尔省、厄尔-卢瓦省、萨尔特省、马耶讷省和芒什省接壤。
与拉特里尼泰德莱捷接壤的市镇（或旧市镇、城区）包括：锡赛-圣欧班、圣埃夫鲁德蒙福尔、圣埃夫鲁树林圣母村、勒萨普安德烈、图凯特。
拉特里尼泰德莱捷的时区为UTC+01:00、UTC+02:00（夏令时）。

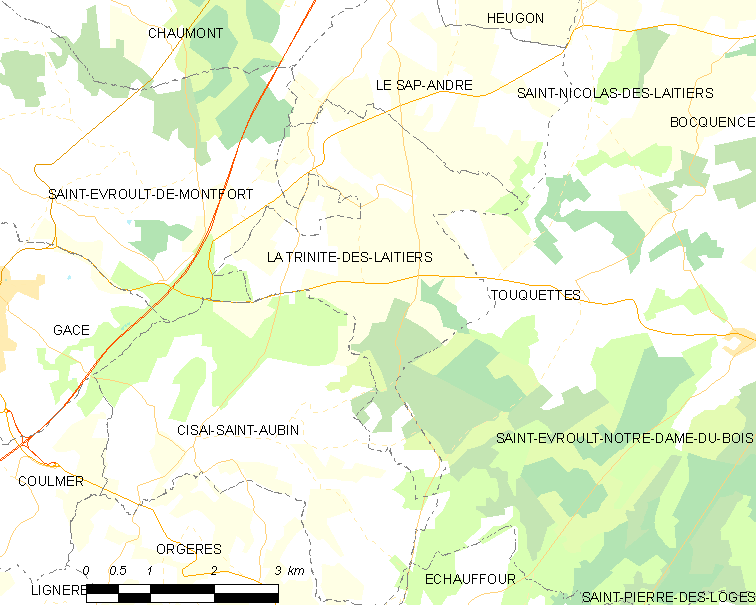
拉特里尼泰德莱捷的OSM定位图

## 行政
拉特里尼泰德莱捷的邮政编码为61230，INSEE市镇编码为61493。

## 政治
拉特里尼泰德莱捷所属的省级选区为维穆捷县。

## 人口

1962-2008年间拉特里尼泰德莱捷人口变化图示

拉特里尼泰德莱捷于2022年1月1日时的人口数量为64人。